# Освободители на Скопие
Освободители на Скопие (на македонска литературна норма: Ослободители на Скопје) е издигнат през 1955 г. пред сградата на общината в Скопие. Автор на паметника е скулпторът Иван Миркович.
Паметникът се състои от 7 бронзови скулптури в пози на борба с врага:
- начело стои борец за свобода, който с пушка в ръката призовава войниците за атака,
- жена с решителен вид и пушка в ръка,
- дете с по-късо огнестрелно оръжие,
- боец, който с едната ръка придържа ранения си другар, а с другата хвърля бомба,
- умиращ боец, който с последни сили държи високо развятото знаме,
- младеж, който вади пистолет от кобура му и се приготвя за нападение.

Скулптурите са изработени в естествена големина и са поставени на нисък постамент. Отпред стои мраморна плоча с надпис:
| „ | 13-11-1944 на ослободителите на Скопје Градски Одбор на СБМ Скопје | “ |

## Галерия
- Борец за свобода начело на колоната
- Жена борец
- Дете борец
- Ранен борец
- Умиращ